# Gall nival bec-roig
El gall nival bec-roig (Lerwa lerwa) és una espècie d'ocell de la família dels fasiànids (Phasianidae) que habita zones de muntanya amb escassa vegetació, per sobre del nivell dels arbres, a l'Himàlaia del Pakistan, nord de l'Índia, sud del Tibet i sud-oest de la Xina. És l'única espècie del gènere Lerwa (Hodgson, 1833).